# 시모나다역

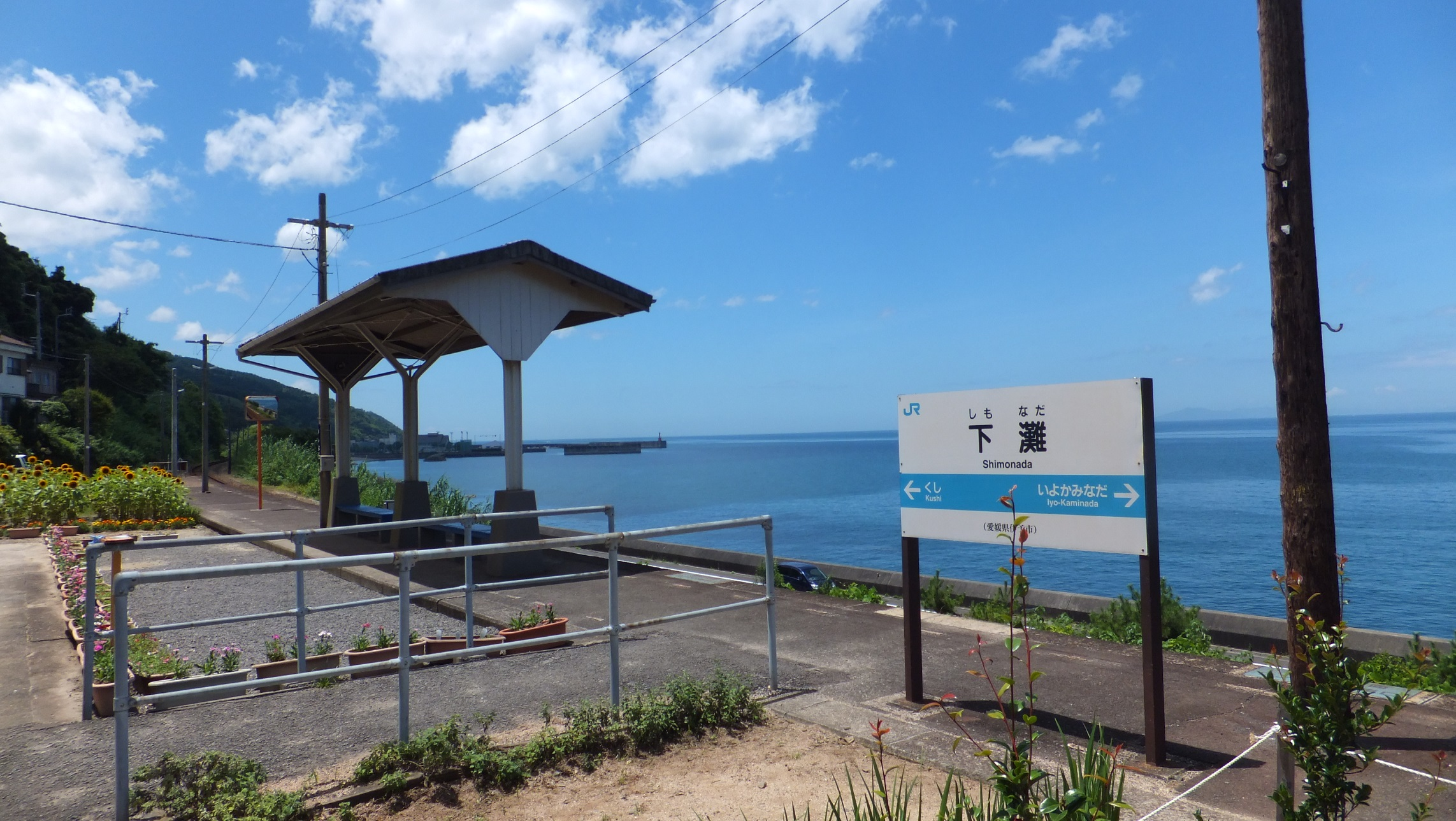

시모나다역(下灘駅 시모나다에키[*])은 일본 에히메현 이요시 있는 시코쿠 여객철도 요산선의 역이다. 역 번호는 S09이며, 단선 승강장 1면 1선의 구조를 지닌 지상역이다. 홈에서 넓은 바다(이요나다)를 바라볼 수 있다. 역 주변은 철도 사진 촬영 명소 중 하나로 철도 팬들 사이에 알려져 있다.

## 이용 현황
| 연도   | 하루 평균 승차 인원 |
| 2006년 | 60                  |
| ------ | ------------------- |

## 역 주변
- 이요 시청 시모나다 지소
- 도미오카 강
- 도요타 강
- 국도 제378호선

## 역사
- 1935년 6월 9일 : 개업.
- 1987년 4월 1일 : 민영화에 의해, 시코쿠 여객철도로 이관.

## 인접 정차역
| 시코쿠 여객철도 요산선            | 시코쿠 여객철도 요산선 | 시코쿠 여객철도 요산선  |
| --------------------------------- | ---------------------- | ----------------------- |
| S 08 이요카미나다 무카이바라 방면 | 요산 선                | 구시 S 10 이요오즈 방면 |